# Estación Ponte dos Carvalhos
La Estación Ponte dos Carvalhos es una de las estaciones del VLT de Recife, situada en Cabo de Santo Agostinho, entre la Estación Pontezinha y la Estación Santo Inácio.
Fue inaugurada en 1858 y atiende a moradores y trabajadores del distrito de Ponte dos Carvalhos, en Cabo de Santo Agostinho.

## Historia
La estación fue originalmente inaugurada en 1858, con la denominación de Ilha, siendo una de las estaciones del Ferrocarril Recife a São Francisco. En 1905, la estación Ilha pasó a formar parte del Ramal Recife-Maceió. Ese ramal de pasajeros funcionó hasta los años 80. Actualmente la estación forma parte de la Línea Cajueiro Seco–Cabo del VLT de Recife, siendo llamada por su nombre actual.